# لويس-بيير-باول كاردين
لويس-بيير-باول كاردين هو سياسي كندي، ولد في 21 مايو 1840، وتوفي في 9 أبريل 1917 في مونتريال في كندا. نشط حزبياً في حزب كيبيك الليبرالي. وقد انتخب عضو الجمعية الوطنية في كيبك ‏.